# Kuźniczy Potok
Kuźniczy Potok – potok w Sudetach Zachodnich o długości ok. 1,3 km, prawy dopływ Jedlicy.
Źródła pod Przełęczą Kowarską, na pograniczu Karkonoszy i Rudaw Janowickich. Płynie na północny zachód, po czym w górnej części Kowar - Podgórzu, wpada do Jedlicy.
Na całej długości stanowi granicę między Karkonoszami (Lasockim Grzbietem) a Rudawami Janowickimi.

## Turystyka
Wzdłuż potoku, jego lewym brzegiem biegnie szlak turystyczny:
- niebieski - prowadzący z Kowar na Przełęcz Kowarską.